# Os malai
L'os malai (Helarctos malayanus, dit de vegades Ursus malayanus) és una espècie de mamífer carnívor de la família dels úrsids. És una menuda espècie d'os, la menor entre totes les actuals, que viu en els boscs tropicals del sud-est asiàtic, concretament en el centre-oest de Myanmar, Indoxina, Malaca, Sumatra i Borneo (en aquesta última illa representat per una subespècie endèmica. És l'única espècie del seu gènere i està poc emparentat amb les altres espècies d'ossos del món. És el més petit dels grans ossos actualment en vida, és també conegut com a os del sol per les marques ataronjades del seu pit.

## Denominacions
L'os malai rep noms curiosos en alguns idiomes, com per exemple el malai, en el qual se'l coneix com a basindo nan tenggil, "el qual li agrada asseure's alt". En francès se li diu ours des cocotiers, 'os dels cocoters', per la seua afició als cocos, mentre que en anglès se l'anomena sun bear, «os del Sol».

## Àrea de distribució i hàbitat
Els ossos malais poden trobar-se al sud-est d'Àsia de Myanmar i Tailàndia fins a Malàisia, Sumatra i Borneo. Viuen en la selva tropical, sols o en petits grups.

## Aparença
Tenen el pèl curt i negre, es caracteritzen per una marca al pit de color taronja i groc, o a vegades blanc impur, en forma d'anella o ferradura. Tenen una alçada corporal de 100-140 cm. Les femelles pesen 30-35 kg mentre els mascles, més grossos, arriben als 65 kg. També es caracteritzen per tenir un cap molt mòbil i una llengua llarga i extensible.

## Alimentació
Omnívors. S'alimenten de petites termites, aus, petits mamífers, arrels i tot tipus d'insectes. La seva dieta també inclou mel, nèctar de flors, fruits, baies i llavors.

## Mode de vida
Les plantes pelades de les seves potes li donen un gran poder d'agarrada i les ungles llargues i corbades els converteixen en bons grimpadors. També utilitzen les seves fortes grapes per obrir bresques d'abelles i altres nius d'insectes. Aquests ossos passen gran part del dia als arbres, en els quals construeixen per a dormir nius de branques i fulles. És actiu durant la nit mentre que durant el dia es dedica a dormir. No entre mai en letargia.

## Comportament social i reproducció
Les femelles de l'os malai habitualment donen a llum entre 1 i 3 cadells després d'un període de gestació de 96 dies. Les cries pesen aproximadament 300 grams en néixer i són cuidats per la seva mare durat el primer any.

## Situació
A causa del fet que l'hàbitat dels ossos malais s'està tornant cada vegada més restringit, sovint busca aliments en les zones agrícoles, no obstant son caçats per la seva vesícula i potes que són utilitzades en la medicina tradicional Xina. L'os malai està en perill d'extinció.

## Subespècies
Se'n reconeixen les següents subespècies:
- Helarctos malayanus malayanus
- Helarctos malayanus euryspilus